# Daubeuf-Serville
Daubeuf-Serville – miejscowość i gmina we Francji, w regionie Normandia, w departamencie Sekwana Nadmorska.
Według danych na rok 1990 gminę zamieszkiwało 358 osób, a gęstość zaludnienia wynosiła 46 osób/km² (wśród 1421 gmin Górnej Normandii Daubeuf-Serville plasuje się na 564. miejscu pod względem liczby ludności, natomiast pod względem powierzchni na miejscu 481.).